# 施蒂勒湖
49°05′48″N 13°09′44″E / 49.09654°N 13.16223°E

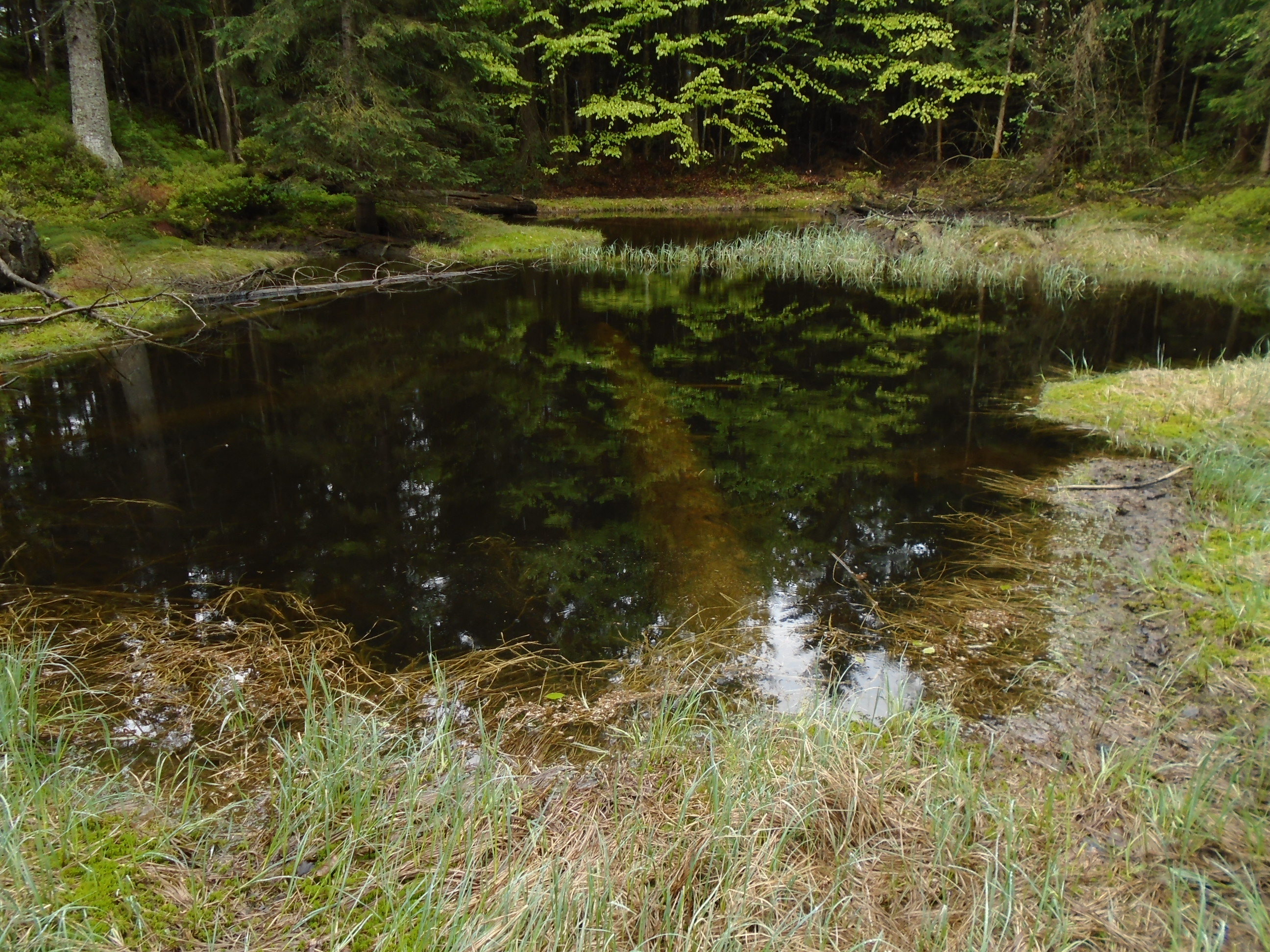

施蒂勒湖（德語：Stiller See），是德國的湖泊，位於該國東南部，由巴伐利亞州負責管轄，處於巴伐利亞艾森施泰因，長0.03公里、寬0.02公里，面積0.0003平方公里，海拔高度917米。